# Торн, Кип

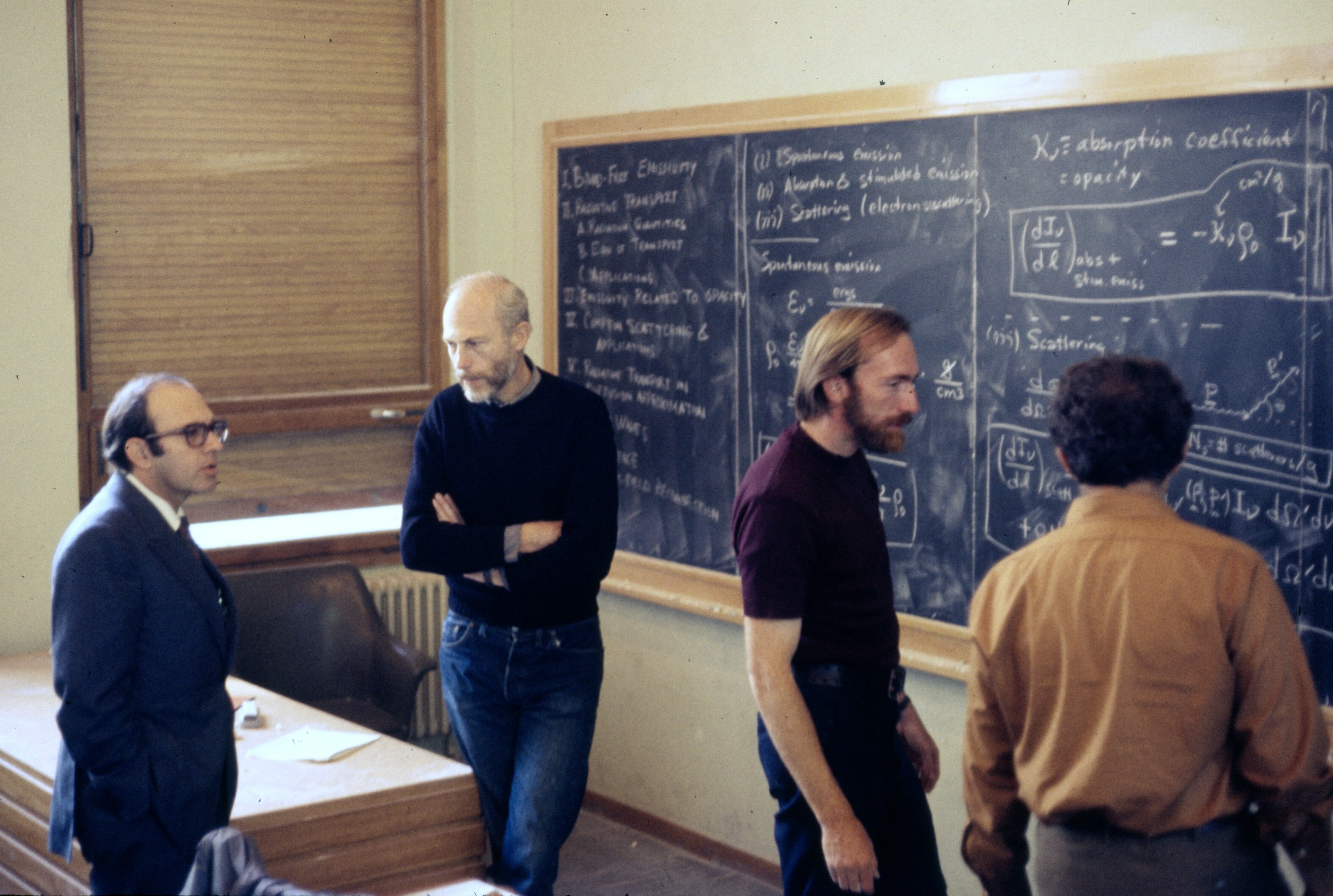
Обсуждение в главном лекционном зале физической школы в Лез-Уш в 1972 году. Слева направо: Юваль Неэман, Брайс Девитт, Кип Торн, Димитриос Христодулу

Кип Сти́вен Торн (англ. Kip Stephen Thorne; род. 1 июня 1940, Логан, штат Юта) — американский физик и астроном, один из главных мировых экспертов по общей теории относительности. Лауреат Нобелевской премии по физике 2017 года — за экспериментальную регистрацию гравитационных волн.
Член Национальной академии наук США (1973), иностранный член РАН (1999).
Специалист в области теории гравитации, астрофизики, квантовой теории измерений. Близкий друг и коллега покойного Стивена Хокинга. Один из основателей международного проекта поиска гравитационных волн LIGO.

## Биография
В 1965 году получил степень доктора философии (PhD) в Принстонском университете.
С 1991 года Фейнмановский профессор Калифорнийского технологического института, член Американской академии искусств и наук (1972), член учёного совета НАСА.
В 2009 году ушёл в отставку, оставаясь почётным Фейнмановским профессором Калтеха, сосредоточившись на работе над учебником общей физики, популярными книгами и фильмами.
11 февраля 2016 года одним из четырёх физиков представлял коллаборацию LIGO на пресс-конференции, посвящённой открытию гравитационных волн.
Автор и редактор книг по теории гравитации и астрономии высоких энергий. В 1973 году написал совместно с Джоном Уилером и Чарльзом Мизнером ставшую классической книгу «Гравитация», учебник-монографию по общей теории относительности.
В 1977 году совместно с Анной Житков (англ. Anna Żytkow) из Кембриджского университета выдвинул предположение о существовании гипотетического звёздного объекта: красного гиганта с нейтронной звездой в качестве ядра — так называемый объект Торна — Житков. Первый кандидат в такие объекты, получивший обозначение HV 2112, был открыт в 2014 году.
В 1988 году опубликовал с соавторами в журнале Physical Review Letters статью «Wormholes, Time Machines, and the Weak Energy Condition», в которой показал, что построение машины времени не противоречит теориям, принятым в настоящее время научным сообществом.
В 1994 году опубликовал книгу для широкого круга читателей «Чёрные дыры и складки времени. Дерзкое наследие Эйнштейна», переведённую на шесть языков, в частности на русский.
Автор идеи (совместно с Линдой Обст) научно-фантастического фильма «Интерстеллар» режиссёра Кристофера Нолана, вышедшего на экраны в 2014 году. Идея фильма, в котором современные физические теории становятся основой сюжета, появилась у Торна в середине 2000-х годов. С этой идеей он изначально обратился к Стивену Спилбергу, который заинтересовался идеей фильма и пригласил в качестве сценариста Джонатана Нолана. После разрыва отношений Спилберга со студией Universal режиссёром картины стал Кристофер Нолан, а Торн стал научным консультантом и исполнительным продюсером картины.
В 2017 году учёный прочитал лекцию на Всероссийском фестивале науки.

## Отличия
- 1983 — Силлимановская лекция
- 1992 — Премия памяти Рихтмайера
- 1996 — Медаль Карла Шварцшильда
- 1996 — Премия Юлия Эдгара Лилиенфельда
- 2009 — Медаль Альберта Эйнштейна
- 2010 — Медаль Нильса Бора
- 2016 — Премия по фундаментальной физике
- 2016 — Премия Грубера
- 2016 — Премия Шао
- 2016 — Премия Кавли
- 2016 — Премия Томалла
- 2016 — Медаль Оскара Клейна
- 2017 — Премия принцессы Астурийской
- 2017 — Нобелевская премия по физике (1/4 премии)
- 2018 — Lewis Thomas Prize[англ.] Рокфеллеровского университета
- Медаль Джеймса Мэдисона (2020)

Почётный доктор Московского государственного университета им. М. В. Ломоносова (1981).
В 2001 году удостоился почётной степени от Университета Глазго.